# Hästholmens stad
Hästholmens stad var en stad i Östergötland, Sverige. 

## Historik
Under 1300-talet var Hästholmen en av fyra östgötska städer med eget stadssigill. Olof Sunesson ”slæt” utfärdade 1300 ett brev i från Hästholmen där han skänker en gård i Rogslösa socken till Alvastra kloster. År 1327 testamenterade Johan Erlandsson sin gård i Hästholmen till Alvastra kloster. Gerhard Snakenborg var 25 februari 1388 hövitsman på Hästholmen.
När Vadstena kloster hade byggts färdigt under andra hälften av 1300-talet, avtog trafiken till Hästholmen och ortens betydelse minskade fram till på 1800-talet, då transporter av jordbruksprodukter ökade, beroende på att Göta kanal öppnats för trafik. Hästholmen hade tidigare reguljär båttrafik med Hjo på andra sidan av Vättern, och Mjölby–Hästholmens Järnväg trafikerade orten mellan 1910 och 1958. Hästholmen hade tidigt en egen församling som tidigt uppgick i Tollstads församling.
Det kan vidare nämnas att Karl XII landsteg här 1716 på väg till sin syster i Vadstena. Orten var då säkerligen bara en liten by.